# Крамер, Эрвин
Э́рвин Кра́мер (нем. Erwin Kramer; 22 августа 1902, Шнайдемюль — 10 ноября 1979, Берлин) — министр транспорта ГДР, генеральный директор железных дорог ГДР.

## Биография
По окончании реальной школы и практики на железной дороге Эрвин Крамер в 1923—1929 годах изучал электротехнику и железнодорожное дело в Высшей технической школе в Берлине. С 1919 года являлся членом Коммунистического союза молодёжи Германии, в 1924—1927 годах участвовал в работе Красной студенческой помощи, в 1929 году вступил в КПГ. В 1930—1932 годах работал прорабом в дирекции железных дорог в Берлине.
В 1932 году Крамер подвергся аресту по обвинению в государственной измене, во время следствия бежал в СССР. Работал в Центральном научно-исследовательском институте транспорта в Москве, занимался рационализацией и автоматизацией, посещал курсы в Коммунистическом университете Запада. В 1937 году прошёл курс тактики в военной школе 1-й конной армии в Тамбове. Воевал в Испании в Гражданскую войну в звании инженера-офицера в составе 9-й Интернациональной бригады.
В 1939 году Крамер был интернирован в лагерь в Сен-Сиприен во Франции, затем вернулся в СССР. Работал инженером на заводе, с 1941 года — на московском радио диктором и переводчиком в немецкой редакции. В октябре 1941 года был уволен с работы, получил предупреждение от руководства КПГ и был эвакуирован в Куйбышев. За продажу продуктовых карточек на чёрном рынке в 1943 году был исключён из КПГ.
Вернувшись в Германию, Крамер в 1946 году вступил в СЕПГ. В 1946—1949 годах руководил машинно-техническим отделом Германской экономической комиссии, в 1946 году был назначен заместителем председателя дирекции железных дорог в Берлине, с 1949 года занимал должность заместителя генерального директора, а с 1950 года — генерального директора железных дорог ГДР вместо арестованного Вилли Крайкемайера. С 1953 года Крамер также работал на должности заместителя министра, а в 1954—1970 годах — министра транспорта ГДР. В 1954—1970 годах Эрвин Крамер входил в состав ЦК СЕПГ, в 1958—1979 годах являлся депутатом Народной палаты ГДР, где работал в комитете по иностранным делам.